# Rhynchobatus australiae
Rhynchobatus australiae é uma espécie de peixe da família Rhynchobatidae.
Pode ser encontrada nos seguintes países: Austrália, Indonésia, Filipinas e Tailândia.
Os seus habitats naturais são: mar aberto e mar costeiro.